# Philippe Rizzo
Philippe Rizzo (Sydney, 9 de fevereiro de 1981) é um ginasta que compete em provas de ginástica artística pela Austrália.
Rizzo tornou-se o primeiro australiano a conquistar uma medalha em um Campeonato Mundial de Ginástica Artística, feito este realizado na barra fixa, na edição belga de Ghent, em 2001. Philippe é ainda o primeiro ginasta australiano a conquistar uma medalha de ouro, também mundial, na edição dinamarquesa, em Aarhus 2006, ao superar o esloveno Aljaz Pegan e o grego Vlasios Maras. O atleta é ainda um polimedalhista em edições da Commonwealth Games e foi representante da Austrália nos Jogos Olímpicos de Pequim, em 2008, na China.